# Alien Swarm
 Denne artikel omhandler Alien Swarm. Opslagsordet har også en anden betydning, se Alien Swarm (flertydig).
Alien Swarm er et gratis skydespil lavet af Valve Corporation. Det er en remake af den  Alien Swarm MOD for Unreal Tournament 2004.